# Granhammarsmannen

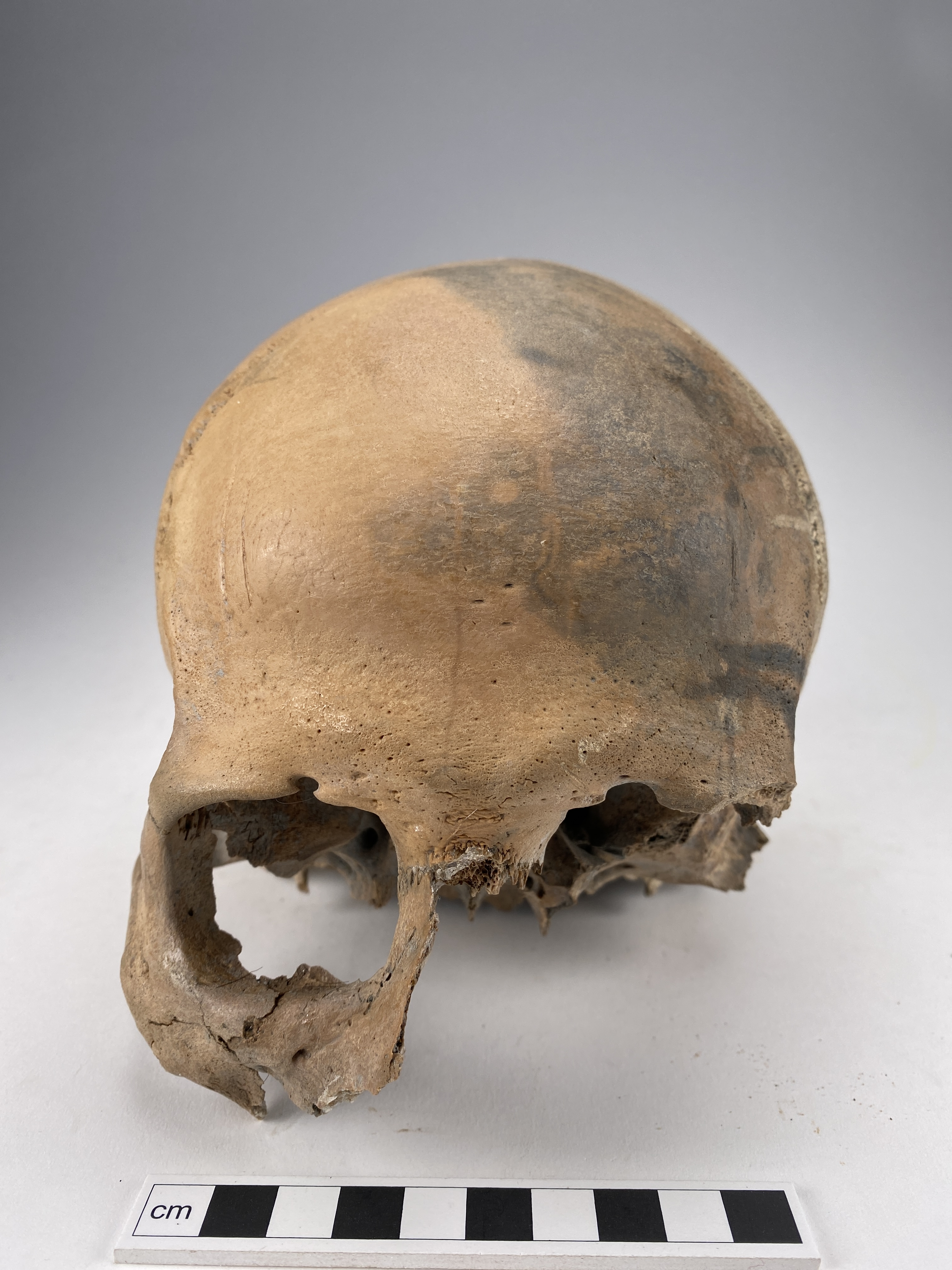
Granhammarsmannens kranium, Historiska museet

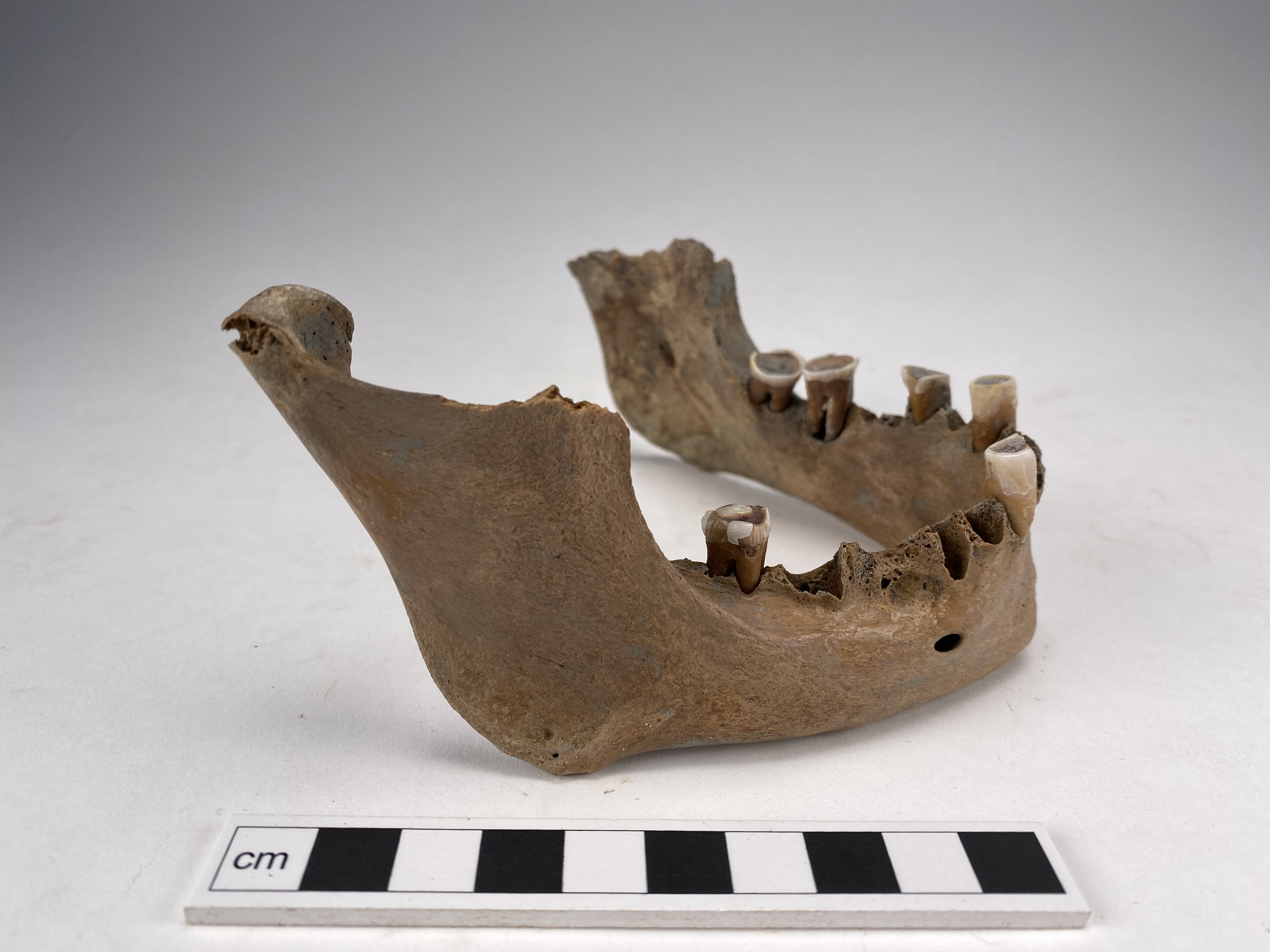
Granhammarsmannens käke, Historiska museet

Granhammarsmannen kallas ett manslik från bronsåldern som påträffades 1953 vid en dikesgrävning i närheten av Granhammars slott i Upplands-Bro kommun. Granhammarsmannen har levt på 800-talet f.Kr.
Mannen upptäcktes i juni 1953 av arkeologena Wilhelm Holmqvist och Bertil Almgren under utgrävningar vid Granhammars slott. Granhammarsmannen anses ha bragts om livet genom att vänster del av ansiktet har huggits bort med hjälp av ett vasst föremål. Kroppen tros sedan har kastats ned i ett kärr eller en fjärd. Med till botten följde även hans personliga utrustning, en skinnskrapa i flinta från Kristianstadstrakten, en mejsel, en syl i brons med träskaft, ett käppliknande föremål i trä samt ett sandstensbryne för att slipa verktyg. Vid sin död hade han starkt nedslitna tänder på högra sidan i munnen, en kronisk infektion i käkbenet och förslitningar i sin högra arm. DNA-analys gör det troligt att han kom från ett jordbrukande folk eftersom han var laktostolerant, det vill säga tålde mjölk som vuxen. Isotopanalys av skelettet visar att mannen har ätit kött, bland annat från Skåne.
Tolkning av fyndet har gjorts av arkeologen och författaren Jonathan Lindström i en populärvetenskaplig bok. Han har genom olika analyser och med hjälp av andra forskare, exempelvis osteologen Anna Kjellström, framlagt hypoteser om mannens liv och död, skador, klädsel och utrustning. Mordredskapet kan ha varit en holkyxa i brons som inte slipats nyligen för strid. Mordoffret kan ha rest i båt och mördaren kan ha levt som sjörövare i Mälaren. Granhammarmannens många men relativt grunda värjningsskador enbart på vänster arm tyder på att han kunnat skydda sig på något vis under yxstriden, exempelvis genom sin klädsel. Mannen tros ha ägnat sig åt kroppsarbete som involverar höger arm och att tugga med höger käke, och kan ha varit specialiserad som skinnhantverkare. Mannen var i femtioårsåldern när mordet ägde rum och hade lämnat hemmet i Skåne högst två veckor dessförinnan.
Fynden som hittades och en ansiktsrekonstruktion baserad på Granhammarsmannens kranieform är utställda på Historiska museet i Stockholm. En skådespelad rekonstruktion av det slagsmål som kan ha lett till dödsfallet visas i tionde säsongen av SVT:s Veckans brott.